# Eugeniusz Oniegin (opera)
Eugeniusz Oniegin (ros. Евгений Онегин) op. 24 – opera w trzech aktach (7 odsłonach) Piotra Czajkowskiego. Libretto samego kompozytora i Konstantina Szyłowskiego na podstawie poematu Aleksandra Puszkina. Jej premiera odbyła się 29 marca 1879 w moskiewskim Teatrze Małym.

## Osoby
- Łarina, obywatelska ziemska – mezzosopran
- Tatiana, jej córka  – sopran
- Olga, jej córka  – alt
- Filipiewna, niania  – alt
- Eugeniusz Oniegin  – baryton
- Włodzimierz Leński - tenor
- Książe Griemin - bas
- Triquet, Francuz - tenor
- Zarecki - bas
- Guillot, kamerdyner Oniegina - rola niema
- goście, oficerowie, wieśniacy, wieśniaczki

Akcja rozgrywa się w Rosji w pierwszej połowie XIX w.